# Sphodros niger
Sphodros niger är en spindelart som först beskrevs av Nicholas Marcellus Hentz 1842.  Sphodros niger ingår i släktet Sphodros och familjen pungnätsspindlar. Inga underarter finns listade i Catalogue of Life.